# Grupo dos 77

Países membros do Grupo dos 77.

O Grupo dos 77 nas Nações Unidas é uma coalizão de nações em desenvolvimento, que visa promover os interesses econômicos coletivos de seus membros e criar uma maior capacidade de negociação conjunta na Organização das Nações Unidas. Havia 77 membros fundadores da organização, mas a organização, desde então, expandiu e atualmente conta com 134 países membros, estando a Palestina no exercício da presidência para o ano de 2019. Os países sul-americanos que já presidiram o Grupo dos 77 são: República do Peru (1971-1972), República Bolivariana da Venezuela (1980-1981 e 2002), Estado Plurinacional da Bolívia (1990 e 2014), República da Colômbia (1993), República Cooperativa da Guiana (1999), República Argentina (2011) e República do Equador (2018).
O grupo foi fundado em 15 de junho de 1964 pela "Declaração Conjunta dos Setenta e Sete Países", emitida na Conferência das Nações Unidas sobre Comércio e Desenvolvimento (UNCTAD). A primeira reunião importante foi em Argel, em 1967, quando o Carta de Argel foi adotada e a base para as estruturas institucionais permanentes foi iniciada. Há seções do Grupo dos 77, em Roma (FAO), Viena (ONUDI), Paris (UNESCO), Nairobi (UNEP) e o Grupo dos 24 em Washington, DC (FMI e Banco Mundial).

## Membros

### Membros fundadores
- Afeganistão
- Argélia (1981–1982, 1994, 2009, 2012)
- Argentina (2011)
- Benim
- Bolívia (1990, 2014)
- Brasil
- Burquina Fasso
- Camboja
- Camarões
- República Centro-Africana
- Chade
- Chile
- Colômbia (1993)
- República Democrática do Congo
- Congo
- Costa Rica (1996)
- Cuba
- República Dominicana
- Equador (2017)
- Egito (1972–1973, 1984–1985, 2018)
- El Salvador
- Etiópia
- Gabão
- Gana (1991)
- Guatemala (1987)
- Guiné
- Haiti
- Honduras
- Índia (1970–1971, 1979–1980)
- Indonésia (1998)
- Irã (1973-1974, 2001)
- Iraque
- Jamaica (1977–1978, 2005)
- Jordânia
- Quénia
- Kuwait
- Laos
- Líbano
- Libéria
- Líbia
- Madagascar (1975–1976)
- Malásia (1989)
- Mali
- Mauritânia
- Marrocos (2003)
- Myanmar
- Nepal
- Nicarágua
- Níger
- Nigéria (2000)
- Paquistão (1976–1977, 1992, 2007)
- Panamá
- Paraguai
- Peru (1971–1972)
- Filipinas (1995)
- Ruanda
- Arábia Saudita
- Senegal
- Serra Leoa
- Somália
- Sri Lanka
- Sudão (2009)
- Síria
- Tanzânia (1997)
- Tailândia (2016)
- Togo
- Trindade e Tobago
- Tunísia (1978–1979, 1988)
- Uganda
- Uruguai
- Venezuela (1980–1981, 2002)
- Vietname
- Iémen (2010)

### Outros membros
- Angola
- Antígua e Barbuda (2008)
- Bahamas
- Bahrein
- Bangladesh (1982–1983)
- Barbados
- Belize
- Butão
- Bósnia e Herzegovina
- Botswana
- Brunei
- Burundi
- Cabo Verde
- China
- Comores
- Costa do Marfim
- Djibouti
- Domínica
- Guiné Equatorial
- Eritreia
- Fiji (2013)
- Gâmbia
- Granada
- Guiné-Bissau
- Guiana (1999)
- Lesoto
- Malawi
- Maldivas
- Ilhas Marshall
- Maurícia
- Estados Federados da Micronésia
- Mongólia
- Moçambique
- Namíbia
- Coreia do Norte
- Omã
- Palestina (2019)
- Papua-Nova Guiné
- Catar (2004)
- São Cristóvão e Neves
- Santa Lúcia
- São Vicente e Granadinas
- Samoa
- São Tomé e Príncipe
- Seicheles
- Singapura
- Ilhas Salomão
- África do Sul (2006, 2015)
- Suriname
- Eswatini
- Tajiquistão
- Timor-Leste
- Tonga
- Turquemenistão
- Emirados Árabes Unidos
- Vanuatu
- Zâmbia
- Zimbabwe

### Ex-membros
1. Nova Zelândia
2. México (1974-1975, 1983-1984) (membro fundador)
3. Coreia do Sul (membro fundador)
4. Iugoslávia (1985-1986) (membro fundador)
5. Chipre (membro fundador)
6. Malta
7. Palau
8. Roménia